# Fachbereichsarbeit
Die Fachbereichsarbeit (FBA) war eine bis zum Schuljahr 2013/14 existierende in Österreich existierende Vorprüfung für die Schriftliche Matura. 
Eine Fachbereichsarbeit ersetzte dabei eine schriftliche Klausurarbeit, sodass die Schüler zusätzlich zur FBA noch jeweils drei weitere schriftliche und mündliche Prüfungen absolvieren mussten. Die FBA sollte ca. 20 bis 30 Seiten umfassen und wurde als Heimarbeit geschrieben.
Die FBA wurde als „vorwissenschaftliche Arbeit“ gesehen, bei der Schüler zeigen sollten, dass sie ein neues Thema sprachlich und inhaltlich korrekt selbständig ausarbeiten konnten. Die Festsetzung des Themas erfolgte im Einvernehmen zwischen dem Schüler und dem Fachlehrer, der als Betreuer der FBA fungierte. Nach der Themenfestlegung bedurfte es der Zustimmung des Landesschulrates. Es bestand auch die Möglichkeit der fächerübergreifenden Themenwahl, d. h. der Schüler wählt ein Thema aus zwei verschiedenen Fächern aus. Es durften nur Fächer gewählt werden, die in der letzten Schulstufe unterrichtet wurden und für die mündliche Matura als Prüfungsgebiet wählbar waren. Manche Professoren wünschten sich auch einen praktischen Teil in der FBA, d. h. der Schüler soll einen Teil seiner Arbeit selbst erforschen (mögliche praktische Arbeiten sind Interviews oder selbstgemachte Fotos).
Das Fach, in dem die FBA geschrieben wurde, war für die mündliche Reifeprüfung zu wählen, wobei sich die Prüfungszeit laut Reifeprüfungsverordnung um zehn Minuten erhöhte. Zusätzlich musste der Schüler im Rahmen der mündlichen Reifeprüfung seine Arbeit ca. 5–10 Minuten lang präsentieren.
Im Rahmen der neuen Reifeprüfung (Zentralmatura) wurde die freiwillige Fachbereichsarbeit, durch eine verpflichtende Vorwissenschaftliche Arbeit für alle Schüler ersetzt.